# Okrug di Zakatal
L'Okrug di Zakatal o di Zakatali (in russo: Закатальскій округъ in azero Zaqatala dairəsi) era un okrug (distretto) amministrativo speciale  del Vicereame del Caucaso dell'Impero russo e parte del Governatorato di Tiflis dal 1893 al 1905. Il centro amministrativo del distretto era la città Zakataly (Zaqatala), e corrispondeva alla maggior parte degli attuali distretti di Balakan, Zaqatala e Gakh dell'Azerbaigian. L'Okrug di Zakatal fu creato dai territori degli ex Jamaat liberi di Jar-Balakan, al confine con il Governatorato di Tiflis a ovest, con il Governatorato di Elisabethpol a sud e con l'Oblast del Daghestan a nord. Il distretto era unico in quanto fu la più piccola unità amministrativa indipendente (non facente parte di alcuna provincia o regione) dell'Impero russo, in modo simile all'Okrug di Sukhumi.

## Storia
Il distretto fu originariamente istituito con il nome "Belokan" nel 1842, all'interno del Governatorato della Georgia-Imerezia, due anni dopo essere stato ribattezzato Jaro-Belokan. Lo status autonomo del distretto fu confermato nel 1846, portando alla sua ridenominazione in Zakataly nel 1860 e al suo inserimento nell'amministrazione temporanea del Daghestan. In questo periodo la sua amministrazione fu organizzata in un consiglio militare, di cui al vertice c'era il capo del distretto, in concomitanza con il Daghestan. Nel 1881 fu introdotta un'amministrazione indipendente. L'Okrug di Zakatal fu incorporato nell'amministrazione "civile" del Governatorato di Tiflis dal 1893 fino al 1905, quando fu rimosso e posto direttamente sotto il Vicereame del Caucaso.
La struttura sociale dell'Okrug di Zakatal era multistrato nei suoi clan patriarcali coinvolti nel "feudalesimo di montagna", che divenne confuso dal crescente etnonazionalismo e dalle differenze sociali che portavano. I popoli Liberi Jamaat (Società) erano i proprietari collettivi delle terre in cui vivevano i georgiani e i tatari (poi azeri), per i quali questi ultimi pagavano loro le tasse. Nel 1863 circolò una voce secondo cui l'amministrazione di Zakataly stava progettando di emancipare georgiani e tatari dai loro obblighi finanziari nei confronti dei popoli liberi Jamaat, portando a una rivolta anti-russa dei suoi abitanti del Daghestan. La rivolta si elevò dalla dichiarazione del jihad (guerra santa) fino alla sua soppressione da parte delle truppe locali assistite da volontari tatari.
Dopo la rivoluzione russa, la maggior parte del distretto fu incorporata nella Repubblica Democratica dell'Azerbaigian e trasformata nel Governatorato di Zaqatala, nonostante fosse rivendicato anche dalla vicina Georgia. A causa della controversia, le autorità di entrambe le nazioni decisero di risolvere la disputa territoriale sullo Zakatal rigorosamente con mezzi pacifici.
Nonostante la RSFS Russa riconoscesse l'Okrug di Zakatal come parte della Georgia nel Trattato di Mosca (1920), fu formata una commissione mista di georgiani e azeri con un presidente russo per arbitrare la controversia in seguito alla sovietizzazione della regione.  Durante le riforme amministrativo-territoriali degli anni '20, il distretto di Zakataly fu separato nelle rajon di Balakan, Zagatala e Gakh.

## Economia
Le principali occupazioni della popolazione prevalentemente sunnita includevano l'allevamento del bestiame, l'agricoltura, la viticoltura, la raccolta dei frutti (principalmente noci), l'artigianato e l'allevamento dei bachi da seta.

## Divisioni amministrative
Gli uchastok (sotto-distretti) dello Zakatal Okrug erano:
- Aliabad (Алиабадский участок)
- Kakh (Кахский участок)
- Belokan (Белоканский участок)
- Jaro-Mukhakh (Джаромухахский участок)

I cosiddetti Gornye magaly (quartieri di montagna) lungo le sorgenti del Samur (villaggi di Tsakhur) furono rimossi dal distretto nel 1860.

## Demografia

### Censimento dell'Impero russo (1897)
Secondo il censimento dell'Impero russo del 1897, l'Okrug di Zakatal, allora parte del Governatorato di Tiflis, aveva una popolazione di 84.224 abitanti, di cui 45.418 uomini e 38.806 donne. La pluralità della popolazione indicava che l'avaro fosse la loro lingua madre, con significative minoranze di lingua tatara (in seguito nota come azera), georgiana e dargin. 
| Lingua      | Madrelingua | %      |
| ----------- | ----------- | ------ |
| Avaro       | 31.670      | 37.60  |
| Tataro      | 28.950      | 34.37  |
| Georgiano   | 12.389      | 14.71  |
| Dargin      | 7.441       | 8.83   |
| Armeno      | 2.100       | 2.49   |
| Kyurin      | 975         | 1.16   |
| Russo       | 315         | 0,37   |
| Ucraino     | 118         | 0.14   |
| Polacco     | 115         | 0.14   |
| Kazi-Kumukh | 61          | 0.07   |
| Tedesco     | 11          | 0.01   |
| Ebreo       | 11          | 0.01   |
| Persiano    | 7           | 0.01   |
| Osseto      | 6           | 0.01   |
| Mingrelio   | 3           | 0.00   |
| Turco       | 3           | 0.00   |
| Greco       | 2           | 0.00   |
| Imereziano  | 2           | 0.00   |
| Bielorusso  | 1           | 0.00   |
| Kist        | 1           | 0.00   |
| Altri       | 43          | 0,05   |
| TOTALE      | 84.224      | 100.00 |

### Calendario caucasico (1917)
Il calendario caucasico del 1917 che produsse le statistiche del 1916 indica 92.608 residenti nell'Okrug di Zakatal, inclusi 48.323 uomini e 44.285 donne, 86.128 dei quali erano la popolazione permanente e 6.480 erano residenti temporanei:
| Nazionalità etnico-religiosa | Urbana | Urbana | Rurale | Rurale | TOTALE | TOTALE |
| Nazionalità etnico-religiosa | Numero | %      | Numero | %      | Numero | %      |
| ---------------------------- | ------ | ------ | ------ | ------ | ------ | ------ |
| Musulmani sunniti            | 288    | 6.39   | 42.491 | 48.23  | 42.779 | 46.19  |
| Caucasici del nord           | 1.068  | 23.71  | 40.712 | 46.21  | 41.780 | 45.11  |
| Georgiani                    | 204    | 4.53   | 4.370  | 4.96   | 4.574  | 4.94   |
| Armeni                       | 2.165  | 48.06  | 365    | 0,41   | 2.530  | 2.73   |
| Musulmani sciiti             | 486    | 10.79  | 91     | 0.10   | 577    | 0,62   |
| Russi                        | 270    | 5.99   | 56     | 0.06   | 326    | 0,35   |
| Altri europei                | 21     | 0,47   | 2      | 0.00   | 23     | 0.02   |
| cristiani asiatici           | 0      | 0.00   | 16     | 0.02   | 16     | 0.02   |
| Ebrei                        | 3      | 0.07   | 0      | 0.00   | 3      | 0.00   |
| TOTALE                       | 4.505  | 100.00 | 88.103 | 100.00 | 92.608 | 100.00 |